# Candace Wheeler
Candace Wheeler (Delhi (Nova York) 24 de març de 1827 – 5 d'agost de 1923), es considera la fundadora del disseny d'interiors. Va ser una de les primeres dissenyadores d'interiors i de tèxtils. És coneguda per haver obert el camp del disseny d'interiors a les dones en recolzar a les artesanes i promoure un nou estil nord-americà de disseny. Va fundar la Societat d'Art Decoratiu el 1877 a Nova York, i la Càmera de Treball Femení de Nova York el 1878.
La figura de Wheeler s'associa a l'arquitectura neocolonial, l'esteticisme i el moviment Arts and Crafts. Al llarg de la seva carrera la hi va considerar una autoritat nacional nord-americana en el camp de la decoració d'interiors. També és coneguda per haver dissenyat l'interior del Women's Building en l'Exposició Universal de Chicago de 1893.

## Infància

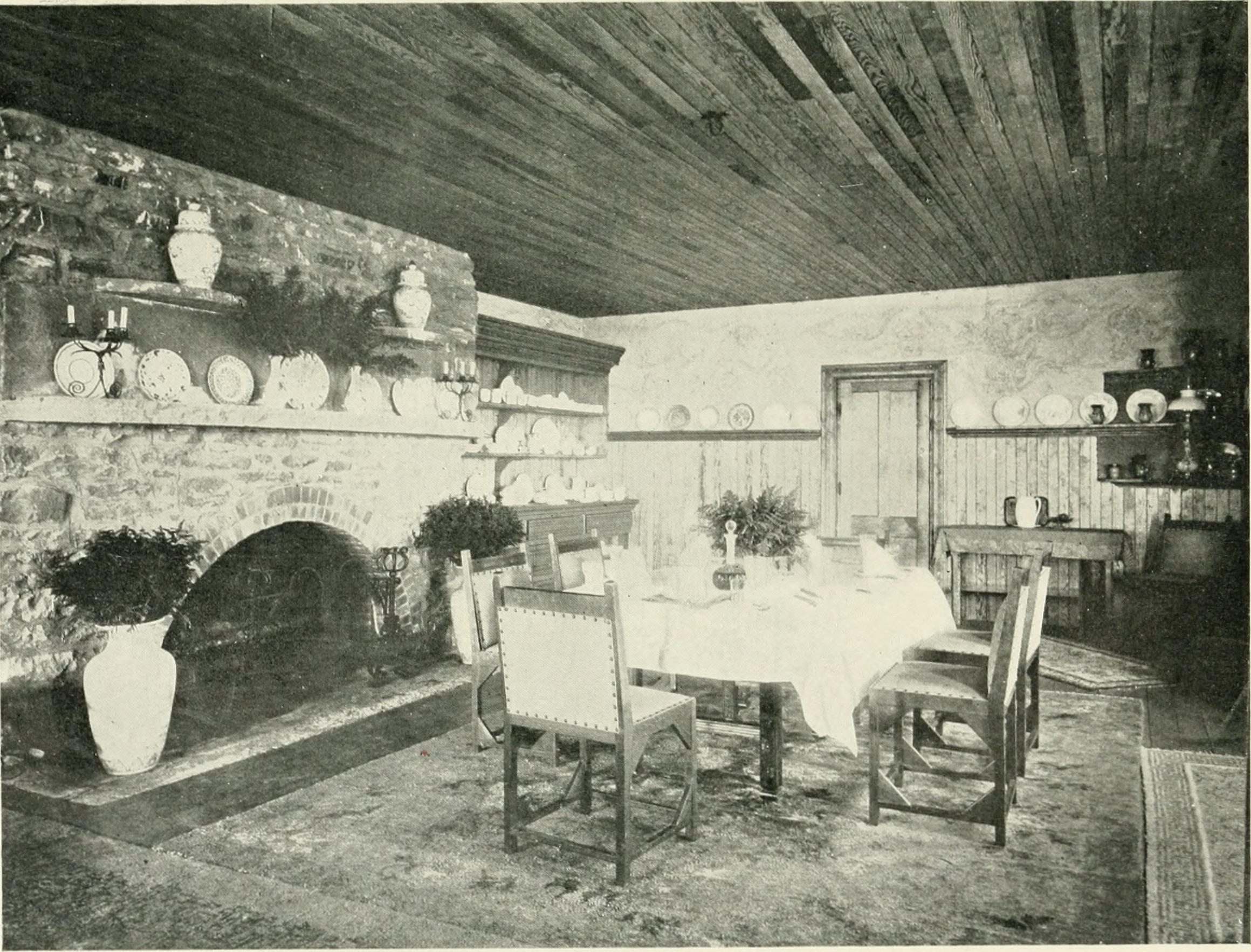
Principles of home decoration, with practical examples, Candace Wheeler, 1903

Candace Wheeler va néixer amb el nom de Candace Thurber, en la part occidental dels Catskills. Els seus pares van ser Abner Gilman Thurber (1797–1860) i Lucy (de soltera, Dunham) Thurber (1800–1892). Candace va ser la tercera de vuit germans: Lydia Ann Thurber(1824-?), Charles Stewart Thurber (1826–1888), Horace Thurber (1828–1899), Lucy Thurber (1834–1893), Millicent Thurber (1837–1838), Abner Dunham Thurber (1839–1899) i Francis Beattie Thurber (1842–1907).
Wheeler va tenir una infància feliç, encara que va manifestar la seua incomoditat per la forma en què el seu pare els crià "com fa cent anys". El seu pare era un presbiterià estricte, així com un abolicionista convençut. Per això va evitar que la família utilitzés qualsevol producte fet per esclaus, a l'extrem d'utilitzar sucre d'auró en comptes del de canya, o teixits de lli que conreava en els seus camps en comptes de cotó dels estats del sud. Reflexionant sobre això, Candace va arribar a la convicció que la seva granja era una estació del ferrocarril subterrani.
Candace va assistir a una escola infantil on a l'edat de sis anys va brodar les seves primeres mostres. Cap als onze o dotze anys va començar a assistir a la Delaware Academy, a Delhi.

## Carrera
El 1876, Wheeler va visitar l'Exposició Universal de Filadèlfia. Va quedar molt impressionada per la presentació de la Royal School of Art Needlework. Però el que realment li va interessar més va ser el brodat com a negoci gestionat per dones en benefici d'elles mateixes.
Estant encara a Filadèlfia, Wheeler va tenir la idea de crear una versió nord-americana de la Royal School que es dedicaria a "tots els articles de manufactura femenina." En la seva opinió, aquest model podria ajudar a dones "educades" però empobrides. Anys després, en una carta escrita a la seva neboda, Wheeler es descrivia "entusiasmada per la possibilitat de treball d'un exèrcit de dones desateses de Nova York que s'avergonyien de mendigar i no tenien formació laboral."

### Societat d'Art Decoratiu de Nova York
Wheeler va fundar la Societat d'Art Decoratiu de Nova York el 1877. En els membres fundadors s'incloïen Louis Comfort Tiffany, John LaFarge i Elizabeth Custer. La Societat tenien com a fi ajudar a les dones a guanyar-se la vida amb treballs artesans tals com el brodat, la costura i altres arts decoratives. La Societat posava especial èmfasi en els milers de dones que havien quedat en la indigència al final de la Guerra de Secessió. Wheeler va demanar a les dones de l'alta societat neoyorkina que recolzessin un taller en el qual es realitzarien productes d'alta qualitat que es vendrien per obtenir ingressos. La Societat va aconseguir els cinc-cents subscriptors en tres anys.
Es va reclutar a artistes importants per a la formació. Wheeler va ajudar a llançar societats similars en altres ciutats, com Chicago, Sant Luis, Hartford, Detroit, Troy and Charleston.

### Tiffany & Wheeler
El 1879, Candace Wheeler i Louis Comfort Tiffany van fundar l'empresa de decoració d'interiors Tiffany & Wheeler. Aquesta signatura va decorar alguns edificis significatius, tant públics com a privats, de finals del segle xix. Entre aquests es trobaven la Sala de Veterans de l'Arsenal del Setè Regiment, el Teatre de Madison Square, el Union League Club, la casa George Kempy i el saló de la casa de Cornelius Vanderbilt II. També van dissenyar l'interior de la casa de Mark Twain.
Tiffany & Wheeler es coneix també com Tiffany & Co., Associated Artists. Els socis van ser Louis Comfort Tiffany, Candace Wheeler, William Pringle Mitchell, and Lockwood de Forest.

### Associated Artists

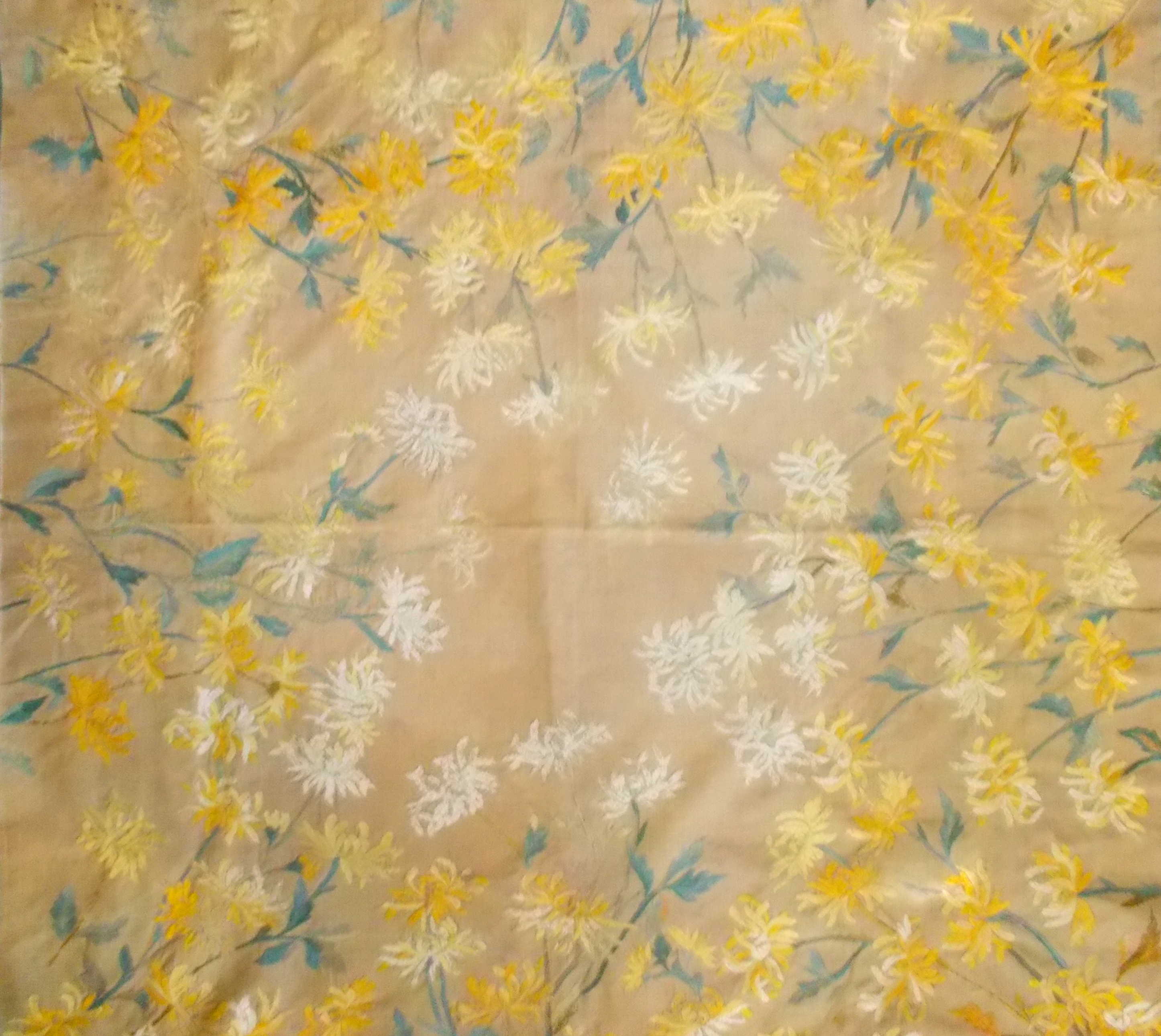
Tapet de sobretaula brodat. Associated Artists, 44" x 44", tela brodada amb fil de seda, al voltant de 1900

El 1883, Wheeler va formar la seva pròpia signatura tèxtil amb el nom de Associated Artists. L'empresa produïa una àmplia gamma de tèxtils, que incloïa tapissos i cortinatges. Associated Artists era coneguda especialment per les seves sedes canviants, teixides amb dos fils, el seu color depenia de la llum.
Els clients més rics podien crear els seus propis teixits personalitzats. Així Andrew Carnegie va encarregar un damasc amb el card escocès per al seu ús personal i Lillie Langtry va ordenar un brodat floral plata i grisa pel seu dormitori.
Al mateix temps, Wheeler es va assegurar que els seus productes arribaren al gran públic, amb la creació de dissenys fàcilment mecanitzables. Entre 1884 i 1894, Cheney Brothers va produir més de 500 teixits per Associated Artists que es van distribuir per tots els Estats Units en tot tipus de mercat.

### Onteora
El 1887, juntament amb el seu marit i el seu germà, Wheeler va fundar una colònia d'artistes en els Catskill anomenada Onteora. La colònia va arribar a posseir dues mil acres de terreny.

### Exposició Universal de Chicago
El 1893, als 66 anys, es va demanar a Wheeler que decorés l'interior del Woman's Building de l'Exposició Universal de Chicago,i que organitzés l'exhibició d'arts aplicades de l'estat de Nova York en la mateixa exposició. El Woman's Building va ser supervisat per Bertha Palmer i dissenyat per l'arquitecta Sophia Hayden. Les artistes representades en el Woman's Building incloïen a Alice Rideout, Mary Cassatt i a la mateixa filla de Wheeler, Daura Wheeler Keith. L'edifici estava ple de mostres de belles arts, artesania, productes industrials i especialitats ètniques i regionals de tot el món.
Uns panells que envoltaven la gran rotonda del Woman's Building enumeraven els ''noms daurats de les dones que als segles passats i presents han honrat a la raça humana'', una llista que es reflecteix en els noms que apareixen en el sòl en l'obra de Judy Chicago The Dinner Party.

### Activitat posterior
Wheeler va dedicar molta de la seva vida posterior a escriure llibres i articles sobre les arts decoratives i tèxtils, així com obres de ficció. Va publicar el seu últim llibre el 1921.

## Vida personal
Candace va conèixer a Thomas Mason Wheeler (1818-1895) durant un viatge a la ciutat de Nova York el 1843. Al cap d'un any, es van casar. El matrimoni va tenir quatre fills:
- Candace Thurber Wheeler (1845–1876), que es va casar amb Lewis Atterbury Stimson (1844–1917), i va ser la mare d'Henry L. Stimson, qui seria Secretari d'Estat dels Estats Units.[14]
- James Cooper Wheeler (1849–1912), que es va casar amb Annie Morris Robinson el 4 d'octubre de 1878.[15]
- Daura Wheeler (1856–1940), que es va casar amb Boudinot Keith (1859–1925)[16][17]
- Dunham Wheeler (1861–1938)

Wheeler va morir el 5 d'agost de 1923 als 96 anys.